# STAR Cricket
STAR Cricket to stacja telewizyjna nadająca krykiet 24 godziny na dobę, należąca do grupy kanałów STAR TV. Jest skierowana głównie do mieszkańców Indii, choć jest też legalnie dostępna przez sieci kablowe i platformy cyfrowe w Bangladeszu, Sri Lance i Pakistanie.